# Jana Gavlasová
Jana Gavlasová (* 29. září 1951) je česká politička, v 90. letech 20. století poslankyně Poslanecké sněmovny za ČSSD, v letech 2002 až 2004 vedoucí Úřadu vlády České republiky za premiéra Vladimíra Špidly.

## Biografie
Ve volbách v roce 1996 byla zvolena do poslanecké sněmovny za ČSSD (volební obvod Severomoravský kraj). Ve sněmovně setrvala do voleb v roce 1998. Zasedala ve výboru pro sociální politiku a zdravotnictví. V roce 1997 patřila ke skupině poslanců, která navrhla registrované partnerství v Česku.
V roce 2000 se uvádí jako poradkyně vicepremiéra Vladimíra Špidly a uvažovalo se o ní jako o ředitelce kanceláře ministra Bohumila Fišera. V roce 2002 se o ni mluvilo jako o možné vedoucí Úřadu vlády České republiky poté, co nastoupila vláda Vladimíra Špidly. Na tento post pak skutečně v červenci 2002 nastoupila. Funkci zastávala po celou dobu působení vlády Vladimíra Špidly.
Angažuje se v komunální politice. V komunálních volbách roku 1994 a komunálních volbách roku 1998 byla zvolena do zastupitelstva obce Dolní Lutyně, v roce 1994 jako bezpartijní, ve všech následných volbách již jako členka ČSSD. Kandidovala i v komunálních volbách roku 2002, ale nebyla zvolena. Opětovně se do zastupitelstva dostala v komunálních volbách roku 2006. Profesně se uvádí jako lékařka.